# Broncoespasmo
En medicina se entiende por broncoespasmo el estrechamiento repentino del conducto bronquial como consecuencia de la contracción de la musculatura de los bronquios, lo que causa dificultades al respirar. También se puede definir como espasmos en los bronquios que impiden el paso del aire hacia los pulmones. Casi siempre se generan pitidos o sibilancias, disnea, dolor en el tórax o tos al inhalar aire.
Sin tratamiento, un broncoespasmo puede durar entre una y dos semanas. Normalmente se controla mediante fármacos broncodilatadores, que cumplen la función de expandir los bronquios y permitir el paso del aire. Algunos de ellos son inhalables, mientras que otros son administrados por vía intravenosa.

## Causas

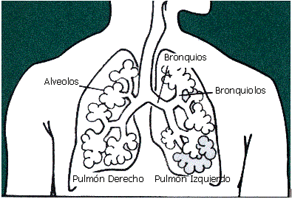
Diagrama de los pulmones.

El broncoespasmo puede producirse por varios tipos de problemas en los bronquios. Entre ellas están:

### Inflamación del bronquio
Normalmente los bronquios movilizan una cantidad fija de aire al pulmón, debido a que anatómicamente el bronquio es una estructura tubular que tiene la función de transportar aire hasta los alvéolos, en el interior del pulmón, y desde éstos expulsarlo al exterior. Sin embargo, cuando se produce la inflamación de la mucosa bronquial se produce un estrechamiento de esta luz. Secundariamente, la propia inflamación pone en marcha mecanismos que conducen a la contracción del músculo del bronquio, lo que causa el broncoespasmo y agudiza el estrechamiento bronquial. Esto lleva a una menor cantidad de aire que llega a los alvéolos y pone en marcha un mecanismo de defensa del organismo: el aumento de la frecuencia respiratoria (taquipnea) a veces acompañada de tos.

### Broncoespasmo inducido por ejercicio (BIE)
Consiste en la presentación del broncoespasmo cuando se realiza una actividad física moderada o intensa, causando una reducción del volumen respiratorio, y, por tanto, disminución de la capacidad de resistencia física.
Puede estar relacionado con el hecho de respirar aire más frío y más seco que el aire que está dentro de los pulmones. Esto se debe a que con la actividad física, aumenta la demanda de oxígeno y se produce un aumento del volumen inspiratorio así como de la frecuencia respiratoria. Ambas situaciones disminuyen el efecto humidificador y calentador de la mucosa nasal sobre el aire inspirado. El BIE es más frecuente en algunas épocas del año, cuando la persona padece de asma crónica, o cuando las personas tienden a tener problemas relacionados con alergias.

### Hiperreactividad bronquial
En algunos pacientes la mucosa bronquial reacciona de forma exagerada a estímulos que son normales para otros individuos (conocida como reacción de hipersensibilidad), originando un broncoespasmo. A esto se le da el nombre de hiperreactividad bronquial. Entre los agentes que desencadenan el cuadro pueden estar infecciones respiratorias, sustancias del ambiente (polen, humos, ...) o incluso fármacos. La reacción está presente en situaciones variadas: bronquiolitis, asma, reacción anafiláctica, sensibilidad química múltiple o reacción urticarial grave, entre otras. También puede ser causada por un simple cuadro de catarro, siendo uno de los motivos más frecuentes de hiperreactividad bronquial. Debido a ello, en los niños pequeños puede presentarse frecuentemente. No obstante, en adultos, el asma es uno de los causantes principales de la hiperreactividad bronquial.

### Broncoespasmo paradójico
Es un tipo de broncoespasmo producido por un broncodilatador simpaticomimético. Esto se debe a reacciones contrarias a las normalmente producidas por un broncodilatador, causando la constricción u obstrucción de las vías respiratorias inmediatamente después de haber sido tratado por él.

### Otras causas
Se calcula que una tercera parte de los niños menores presentan o presentarán un cuadro de broncoespasmo. Normalmente es causado por infecciones respiratorias leves debido a la inflamación de los bronquios. Sin embargo, también el hecho de que una persona, ya sea joven o adulta, tenga antecedentes de familiares con asma o cualquier otra alergia puede ser un motivo de aparición. Algunos autores consideran que la aparición temprana de broncoespasmos por motivos de herencia puede ser una de las principales causas del asma.

## Tratamientos
Antes de aplicar el tratamiento, primero se debe diagnosticar la gravedad o severidad del cuadro. Se establecen 2 niveles: cuadros leves y moderados, y cuadros severos o muy prolongados. Dependiendo del nivel se pueden aplicar los tratamientos necesarios para disminuir el cuadro de broncoespasmo en la persona.

### Cuadros leves y moderados
Con respecto a cuadros leves y moderados, se emplean los siguientes tratamientos.
- Broncodilatadores de alivio rápido: Se pueden comentar algunos como salbutamol, albuterol, salmeterol, pirbuterol, terbutalina que se administran por nebulización o aerosol.
- Estabilizadores de los mastocitos: Nedocromil sódico o cromolina sódica.
- Broncodilatadores de acción prolongada: Algunos de ellos son formoterol o salmeterol.
- Anti-leucotrieno: Se conocen algunos como montelukast sódico o zafirlukast.

Algunos de estos medicamentos se toman 15 a 30 minutos antes de realizar una actividad física o al momento de presentar un cuadro leve de broncoespasmo. Algunos de ellos, tienen una acción de protección de hasta 24 horas de duración. Sin embargo, los otros broncodilatadores sólo presentan una acción que va de 3 a 6 horas.
Cuando se realizan ejercicios, es importante el uso de algunos broncodilatadores de alivio rápido para disminuir los síntomas. También se recomienda el evitar hacer ejercicios o actividades, particularmente en personas con algún tipo de alergia o asma crónica, en condiciones donde la temperatura sea extremadamente fría o haya altos niveles de polen. Algunas veces, para prevenir estos cuadros leves, se emplean medicamentos preventivos, como alguno de los mencionados anteriormente. También, se pueden realizar estos tratamientos preventivos mediante el uso de corticoides inhalados, con lo que se disminuye efectivamente la severidad, así como la recurrencia de los broncoespasmos.

### Cuadros severos o muy prolongados
Cuando se presentan este tipo de cuadros el tratamiento empleado es a base de broncodilatadores de tipo corticoide. Estos se administran vía oral, por inhalación o intravenosa. Normalmente, tras un cuadro severo, se aplican tratamientos preventivos para así evitar broncoespasmos frecuentes.
El riesgo incide en que no se trate a tiempo convirtiéndose un espasmo en un estrechamiento completo y una muerte por paro respiratorio.
En niños menores a 6 años con broncoespasmo, con los tratamientos adecuados e incluso a veces en ausencia de tratamiento, este puede desaparecer con los años. Sin embargo, en personas que tienen familiares con antecedentes de asma, cuando se presentan cuadros de broncoespasmo (leves o severos), estos pueden convertirse en asma crónica.